# Leschenaultia hystrix
Leschenaultia hystrix là một loài ruồi trong họ Tachinidae.